# 香港島專線小巴56線
香港島專線小巴56線是由傑記運輸有限公司（進智公交成員）營辦的一條香港綠色專線小巴路線，來往北角馬寶道及半山區羅便臣道，途經炮台山、銅鑼灣（禮頓道）、灣仔（皇后大道東）、金鐘及半山區，只於每日早上提供服務。
香港島專線小巴56A線是由傑記運輸有限公司（進智公交成員）營辦的一條香港綠色專線小巴路線，來往天后站及半山區羅便臣道，途經金鐘、灣仔（皇后大道東）及禮頓道。此路線屬56線的區間車，主要輔助56線的服務，兩者的最大分別在於後者由半山開出的班次途經般咸道及堅道，但此路線來回程均取道幾乎全段羅便臣道。
香港島專線小巴56B線是由傑記運輸有限公司（進智公交成員）營辦的一條香港綠色專線小巴路線，來往銅鑼灣天后及半山區羅便臣道，途經銅鑼灣（禮頓道）、灣仔（皇后大道東）、金鐘及半山區，去程於半山區主要取道羅便臣道，回程則途經般咸道及堅道。
港鐵西港島線通車後，56號線在銅鑼灣至北角一段客量急跌，加上行車路線過長，途經不少繁忙路段，令行車時間不穩定，容易出現脫班，因此署方建議56線改為只於每日上午繁忙時間提供服務，東區以外的服務範圍則由新路線56B及提升至每天全日服務的56A線代替，以提升效率和穩定班次。相關建議於同年10月27日實行。

## 歷史
- 1993年10月29日：運輸署公開招標10組共16條專綫小巴新路線，此線與57M（後改為香港居民巴士HR63線，現已取消）編為同一組。[2]
- 1994年11月1日：56線投入服務，為香港仔專線小巴（現稱進智公交）營辦的首批東區小巴路線之一。[3]
- 2003年3月24日：因接獲蕙匯別墅居民投訴行車嘈音引致滋擾，每天21:30後從北角開出之班次不經巴丙頓道。[4]
- 2004年11月20日：56A線由本線分拆出來，只在繁忙時間行走，來往羅便臣道及邊寧頓街嘉蘭中心。
- 2005年1月9日：配合69線分拆，增設與69X線的八達通轉乘優惠以服務興發街一帶。[5]
- 2017年7月1日：增設與九巴旗下的獨營過海巴士路線轉乘優惠，為期半年。[6]
- 2017年10月：增設星期一至五下午繁忙時間循環來往半山羅便臣道及尚翹峰的短途班次。
- 2019年10月27日：56系線重組：[7][8]
  - 56線大幅縮減為只於每日早上提供服務。
  - 56A線加密班次至每8至15分鐘一班，並延長服務時間。
  - 開辦56B線，來往羅便臣道及天后。
- 2021年8月22日：[9][10]
  - 56A和56B往半山方向於高士威道後，改經伊榮街、渣甸街、軒尼詩道、堅拿道巴士專用線及堅拿道東往摩理臣山道而不經禮頓道；
  - 56A線取消循環運作，所有班次延長至天后站，往半山方向途經英皇道、銀幕街、琉璃街、英皇道及高士威道，往天后站方向途經怡和街、高士威道及興發街。

## 服務時間及班次
56
| 北角（馬寶道）開 | 北角（馬寶道）開 | 北角（馬寶道）開 | 半山區（羅便臣道）開 | 半山區（羅便臣道）開 | 半山區（羅便臣道）開 |
| 日期             | 服務時間         | 班次（分鐘）     | 日期                 | 服務時間             | 班次（分鐘）         |
| ---------------- | ---------------- | ---------------- | -------------------- | -------------------- | -------------------- |
| 每日             | 06:00-08:40      | 20               | 每日                 | 06:30-08:50          | 20                   |

56A
| 銅鑼灣（天后站）開 | 銅鑼灣（天后站）開 | 銅鑼灣（天后站）開 | 半山區（羅便臣道）開 | 半山區（羅便臣道）開 | 半山區（羅便臣道）開 |
| 日期               | 服務時間           | 班次（分鐘）       | 日期                 | 服務時間             | 班次（分鐘）         |
| ------------------ | ------------------ | ------------------ | -------------------- | -------------------- | -------------------- |
| 星期一至五         | 06:20-07:00        | 15                 | 星期一至五           | 06:35-07:10          | 15                   |
| 星期一至五         | 07:00-08:40        | 8                  | 星期一至五           | 07:10-09:10          | 8                    |
| 星期一至五         | 08:40-09:40        | 10                 | 星期一至五           | 09:10-10:10          | 10                   |
| 星期一至五         | 09:40-16:00        | 12                 | 星期一至五           | 10:10-16:30          | 12                   |
| 星期一至五         | 16:00-19:00        | 10                 | 星期一至五           | 16:30-19:30          | 10                   |
| 星期一至五         | 19:00-23:30        | 15                 | 星期一至五           | 19:30-23:45          | 15                   |
| 星期六             | 06:20-16:00        | 15                 | 星期六               | 06:35-16:30          | 15                   |
| 星期六             | 16:00-19:00        | 12                 | 星期六               | 16:30-19:30          | 12                   |
| 星期六             | 19:00-23:30        | 15                 | 星期六               | 19:30-23:45          | 15                   |
| 星期日及公眾假期   | 06:20-23:53        | 15                 | 星期日及公眾假期     | 06:35-23:45          | 15                   |

56B
| 銅鑼灣（天后站）開   | 銅鑼灣（天后站）開 | 銅鑼灣（天后站）開 | 半山區（羅便臣道）開 | 半山區（羅便臣道）開 | 半山區（羅便臣道）開 |
| 日期                 | 服務時間           | 班次（分鐘）       | 日期                 | 服務時間             | 班次（分鐘）         |
| -------------------- | ------------------ | ------------------ | -------------------- | -------------------- | -------------------- |
| 星期一至五           | 06:10-09:10        | 30                 | 每日                 | 06:40-08:40          | 30                   |
| 星期一至五           | 09:10-09:30        | 12                 | 每日                 | 09:00                | 09:00                |
| 星期一至五           | 09:30-23:45        | 15                 | 每日                 | 09:15-23:00          | 15                   |
| 星期六、日及公眾假期 | 06:10-09:10        | 30                 |                      |                      |                      |
| 星期六、日及公眾假期 | 09:10-23:45        | 15                 |                      |                      |                      |

## 行車路線
56
- 往半山方向，駛經：馬寶道、琴行街、英皇道、高士威道、禮頓道、伊榮街、渣甸街、軒尼詩道、堅拿道巴士專用線、堅拿道東、摩理臣山道、皇后大道東、金鐘道、紅棉路、花園道、羅便臣道、柏道、列堤頓道、巴丙頓道及羅便臣道。
- 往北角方向，駛經：羅便臣道、屋蘭士街、列堤頓道、柏道、巴丙頓道、漢寧頓道、般咸道、堅道、上亞厘畢道、花園道、花園道天橋、金鐘道、皇后大道東、摩理臣山道、禮頓道、邊寧頓街、怡和街、高士威道、英皇道、銀幕街[11]、琉璃街、英皇道、蜆殼街、麥連街、電氣道、渣華道、電照街及馬寶道。

56A
- 往半山方向，駛經：高士威道、禮頓道、摩理臣山道、皇后大道東、金鐘道、紅棉路、花園道、羅便臣道、柏道、列堤頓道、巴丙頓道及羅便臣道。
- 往天后方向，駛經：羅便臣道、屋蘭士街、列堤頓道、柏道、羅便臣道、花園道、花園道天橋、金鐘道、皇后大道東、摩理臣山道、禮頓道及邊寧頓街。

56B
- 往半山方向，駛經：英皇道、銀幕街、琉璃街、英皇道、高士威道、禮頓道、伊榮街、渣甸街、軒尼詩道、堅拿道巴士專用線、堅拿道東、摩理臣山道、皇后大道東、金鐘道、紅棉路、花園道、羅便臣道、柏道、列堤頓道、巴丙頓道及羅便臣道。
- 往天后方向，駛經：羅便臣道、屋蘭士街、列堤頓道、柏道、巴丙頓道、漢寧頓道、般咸道、堅道、上亞厘畢道、花園道、花園道天橋、金鐘道、皇后大道東、摩理臣山道、禮頓道、邊寧頓街、怡和街、高士威道及興發街。

每晚21:30後由北角開出的班次會改經列堤頓道及轉向近金時大廈，不駛入綠字路段

## 收費
56
- 全程收費：$10.1
  - 銅鑼灣往羅便臣道：$8.4
  - 金鐘道往羅便臣道：$6.6
  - 花園道迴旋處往羅便臣道：$4.9
  - 般咸道往北角：$8.4
  - 金鐘道往北角：$6.6
  - 禮頓道往北角：$4.9

56A
- 全程收費：$10.1
  - 花園道往銅鑼灣：$8.4
  - 金鐘道往銅鑼灣：$6.6
  - 禮頓道往銅鑼灣：$4.9
  - 銅鑼灣往羅便臣道：$8.4
  - 金鐘道往羅便臣道：$6.6
  - 花園道迴旋處往羅便臣道：$4.9

56B
- 全程收費：$10.1
  - 銅鑼灣往羅便臣道：$8.4
  - 金鐘道往羅便臣道：$6.6
  - 花園道迴旋處往羅便臣道：$4.9
  - 般咸道往天后：$8.4
  - 金鐘道往天后：$6.6
  - 禮頓道往天后：$4.9

## 使用狀況
自1974年在堅道西行及柏道／羅便臣道東行設置半山區巴士專綫以來，專營巴士由紅棉路或亞畢諾道進入半山區，都只會行經堅道西行，而回程東行下山時又多採用柏道及羅便臣道的走線，令羅便臣道一帶居民由東區或灣仔區回家時，如乘坐班次較頻密的23、40線等，須在堅道下車步行上山，否則須乘坐班次較疏的23A或23B（且只限勵德邨及銅鑼灣至灣仔出發；前者更只限前往西摩道以東的羅便臣道及已在2013年7月14日取消；後者則只限前往衛城道以西的羅便臣道及已於2008年8月4日改為平日繁時服務）並需繞經堅道西行；般咸道東段和堅道沿線雖可選擇由南區開出的多條專綫小巴、新巴23B線（已於2008年8月4日改為平日繁時服務）、城巴40M線、過海隧道巴士103線或需繞經西摩道及羅便臣道的23A（已在2013年7月14日取消），但最遠只達維多利亞公園，未能照顧前往炮台山及北角一帶的乘客。
而此路線正正補充了半山區兩條主要道路間巴士路線服務不平衡的問題，為前往羅便臣道的上山乘客以及由般咸道東段、堅道出發下山的乘客提供了更直接的選擇。加上此路線（及後來開辦的輔助線56A）有以下獨市位：
- 皇后大道東（堅尼地道以西的路段）及半山區間的全日公共交通服務
- 在2013年7月14日23A線取消後，由灣仔至北角間直接前往羅便臣道的全日公共交通服務（相反方向則需乘新巴23線或56A線［後者只限銅鑼灣至灣仔］）
- 在2013年7月14日23A線取消後，由般咸道東段及堅道直接前往維多利亞公園至北角間的全日港島公共交通服務（只限56線；巴士則只有到銅鑼灣的過海路線103；相反方向則需乘新巴23線）

故此此路線客量甚高，東、西行班次分別往往至加路連山道及鴨巴甸街已告滿座，繁忙時間甚至可能於離開北角及般咸道前已滿座。輔助線56A的出現，很大程度是為了解決此路線（尤其是西行方向）於路程初段便已滿座的問題。可是西港島綫通車後，由於半山區居民可以直接利用鐵路系統來往銅鑼灣和北角一帶，所以此路線客量急跌。